# Controfagotto
Il controfagotto è uno strumento musicale ad ancia doppia che rappresenta la tessitura contrabbassa dei legni.

## Storia
Deriva dal fagotto di cui è la taglia più grave e ne condivide parzialmente l'intero sistema di chiavi e di posizioni tanto che a suonare questo strumento sono solitamente i fagottisti.
A causa di alcune imperfezioni costruttive prima degli inizi del XX secolo al controfagotto veniva preferito il sarrusofono, pur rimanendo il termine "controfagotto" scritto in partitura.
Ma dalla fine del XIX secolo in poi il suo posto in orchestra è stabile e indispensabile per coprire il registro 16' della famiglia dei legni.
Anche se già Beethoven lo usò mirabilmente nel finale della Nona sinfonia, il controfagotto si distingue in orchestra, anche in assolo, a partire dalla fine del XIX secolo come nel celebre Apprendista stregone di Paul Dukas, dove il suo lugubre timbro, pigro e cavernoso, lo rende inconfondibile. Altri compositori che usarono il controfagotto nelle loro partiture furono Giuseppe Verdi nel Don Carlo,  Maurice Ravel in Ma Mère l'Oye (episodio Les Entretiens de la Belle et de la Bête) e Richard Strauss in Salomè.

## Estensione
Il controfagotto è uno strumento traspositore d'ottava; la nota eseguita coincide con quella scritta ma la risultante è all'ottava sotto. La nota più grave del controfagotto standard è il Si♭0, ma molti strumenti professionali oggigiorno sono appositamente costruiti per raggiungere anche il La0 (la nota più grave del pianoforte). Note estremamente acute per il controfagotto sarebbero possibili solo con l'uso di ance speciali che, però, renderebbero difficile l'emissione dei suoni gravi, cioè proprio quelli che caratterizzano timbricamente lo strumento.